# 罗盛教
罗盛教（1930年4月3日—1952年1月2日 †），字雨人，湖南省新化县相子村人，中国人民志愿军一级模范。

## 生平
1930年4月3日出生於一个贫苦农民的家里，1949年参加中国人民解放军，1950年7月加入中国新民主主义青年团，1951年4月参加中国人民志愿军入朝作战，任中国人民志愿军第47军第141师侦察连文书，参加了朝鲜战争秋季防御作战。 

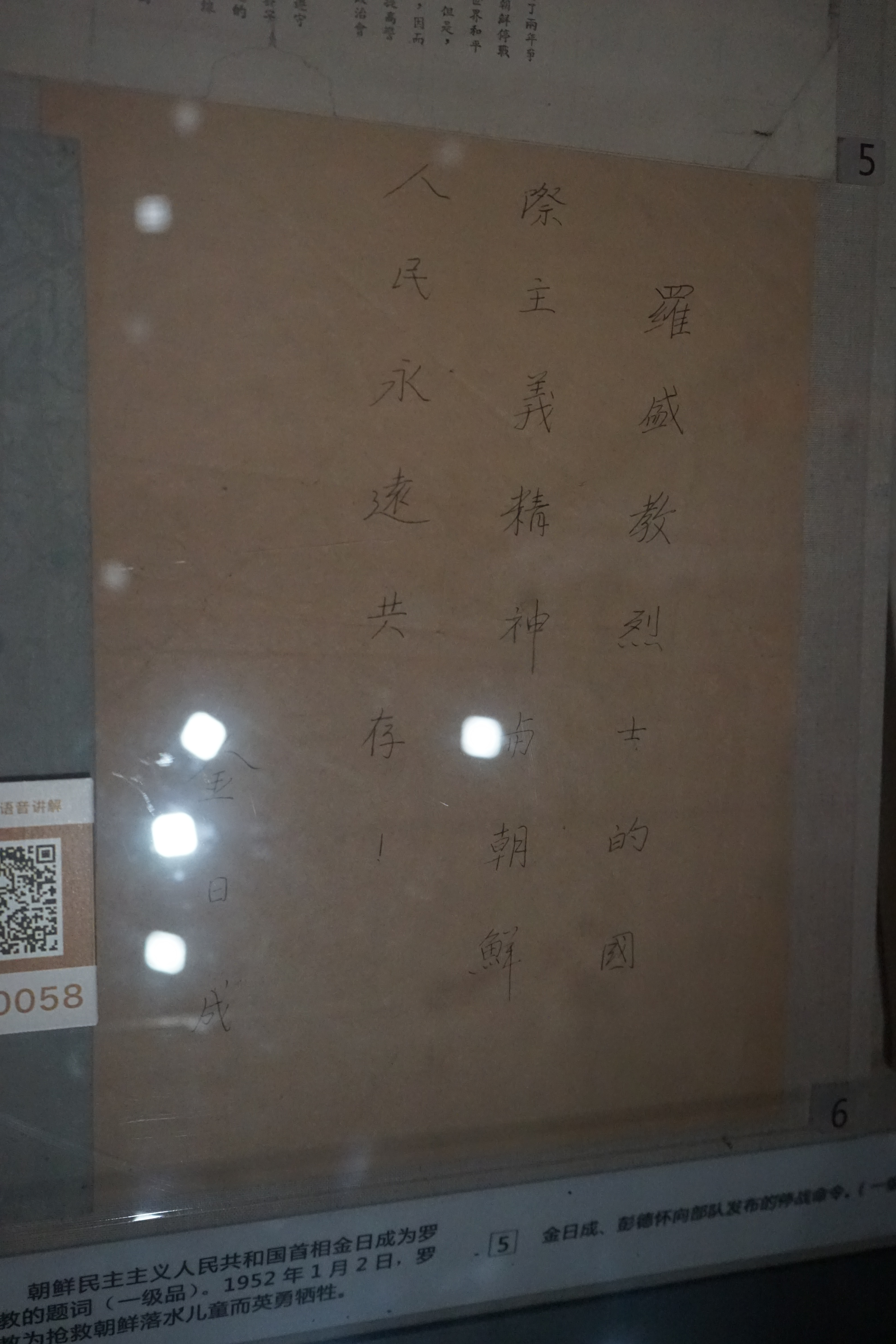
金日成为罗盛教的题词。现藏军事博物馆

1952年1月2日清晨，羅盛教在朝鲜平安南道成川郡石田里，他冒着零下20度的严寒，三次跳入冰窟，为抢救因滑冰落水的朝鲜儿童崔而牺牲，年僅21歲。
1952年1月26日下午，正在平壤附近一个山村里的志愿军某部驻地采访的新华社志愿军总分社军事记者戴煌，接到总分社专职副社长普金的电话，要戴煌赶往一百几十里外的成川郡石田里，采访志愿军战士罗盛教的牺牲事迹，越快越好。1月27日戴煌赶到罗盛教生前部队某师侦察连。戴煌看到当地朝鲜村民在罗盛教墓前竖起了一块五尺多高的墓碑，用朝鲜文写：“……生长在朝鲜土地上的人民，都应该永远地牢记着我们的友人罗盛教同志，学习他伟大的国际主义精神。”戴煌被罗盛教生前的一首短诗感动：“当我被侵略者的子弹打中以后/希望你不要在我的尸体面前停留/应该继续勇敢前进/为千万朝鲜人民和牺牲的同志报仇！”戴煌采写的通讯经总分社编辑朱承修初编，又经过普金改定，用特急电发往北京总社，《不朽的国际主义战士罗盛教》的报道经新华社播发。
1952年2月3日，中国人民志愿军为表彰罗盛教伟大的国际主义和革命英雄主义精神，为他追记特等功，并追授“一级爱民模范”称号。1952年4月1日，中国新民主主义青年团中央委员会追授他“模范青年团员”称号。1953年6月25日，朝鲜民主主义人民共和国最高人民会议常任委员会追授他一级国旗勋章和一级战士荣誉勋章。并将其献身的栎沼河改名为“罗盛教河”，崔的家乡石田改名为“罗盛教村”，安葬他的佛体洞山改名为“罗盛教山”。他去世后，朝鲜人民在“羅盛教山”上修建了“罗盛教纪念亭”和“罗盛教纪念碑”，碑上镌刻着金日成的题词“罗盛教烈士的国际主义精神与朝鲜人民永远共存”。